# Tetragnatha chinensis
Tetragnatha chinensis är en spindelart som först beskrevs av Chamberlin 1924.  Tetragnatha chinensis ingår i släktet sträckkäkspindlar, och familjen käkspindlar. Inga underarter finns listade i Catalogue of Life.